# Krzysztof Rymszewicz

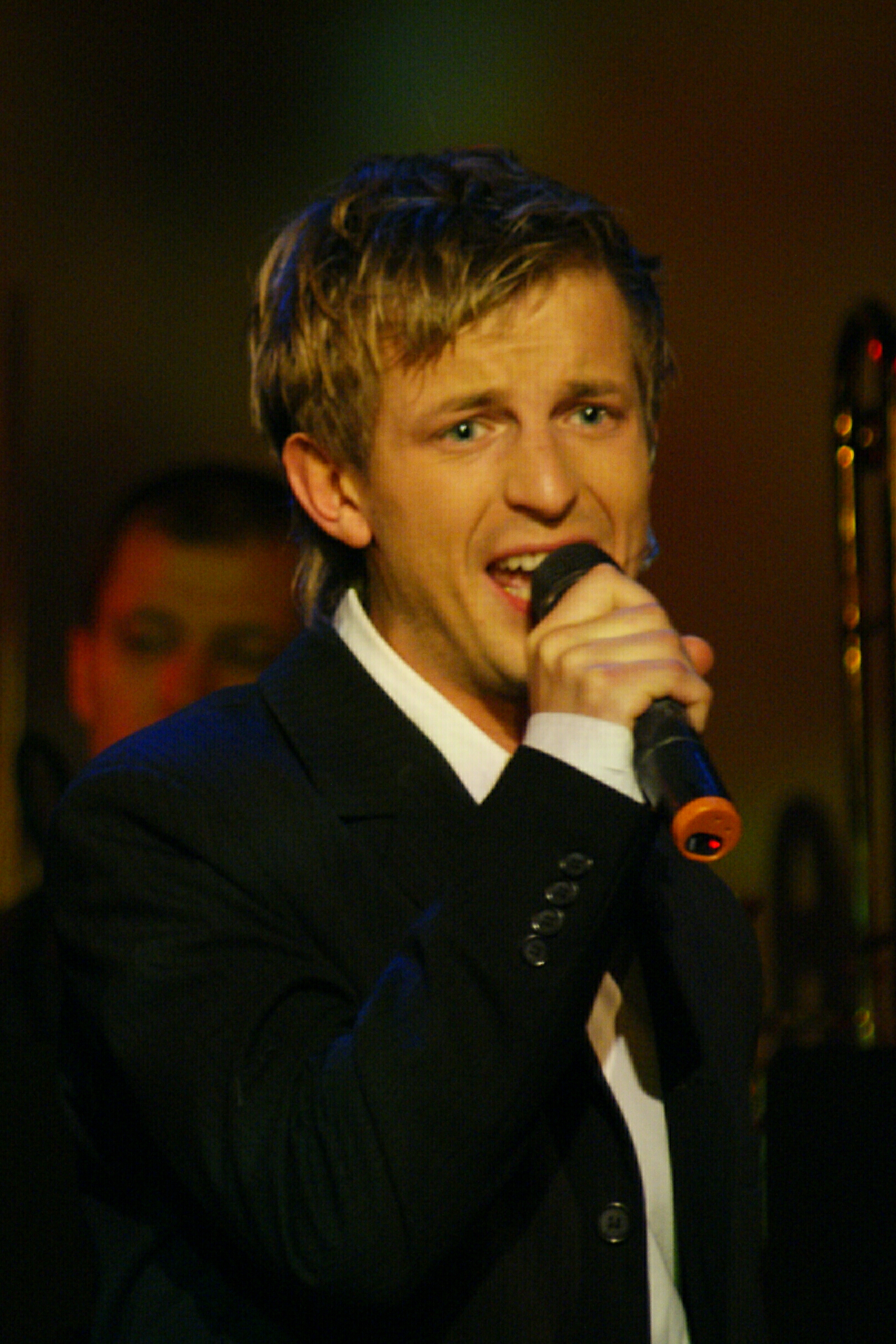
Krzysztof Rymszewicz

Krzysztof Rymszewicz (* 9. Februar 1987 in Warschau) ist ein polnischer Sänger und Schauspieler.

## Leben
Er studierte Gesang und begann mit dem Musical Romeo i Julia seine Karriere.
2008 wurde er Vater einer Tochter mit Monika Ambroziak.

## Diskografie
- Romeo i Julia

### Singles
- Twych Oczu Blask
- Świetlista Noc
- Przebacz Mi

| Personendaten    | Personendaten                      |
| ---------------- | ---------------------------------- |
| NAME             | Rymszewicz, Krzysztof              |
| KURZBESCHREIBUNG | polnischer Sänger und Schauspieler |
| GEBURTSDATUM     | 9. Februar 1987                    |
| GEBURTSORT       | Warschau, Polen                    |